# Колібрі білочеревий
Колі́брі білочеревий (Elliotomyia chionogaster) — вид серпокрильцеподібних птахів родини колібрієвих (Trochilidae). Мешкає в Андах.

## Опис
Довжина птаха становить 9-12 см, самці важать 4,9-6,7 г, самиці 4,5-6 г. У самців верхня частина тіла, груди з боків і боки яскраво-зелені, нижня частина тіла білувата, підборіддя і горло з боків легко поцятковані золотисто-зеленими плямками. Стернові пера блискучо-сірувато-зелені або золотисто-зелені, крайні стернові пера мають білі краї. Дзьоб прямий, середньої довжини, зверху чорнуватий, знизу червонуватий з чорним кінчиками. У самиць підборіддя і горло світло-кремові, горло більш плямисте. Забарвлення молодих птахів є подібне до забарвлення самиць, однак кремова пляма у них доходить до живота, а нижня частина тіла загалом більш плямиста. У представників підвиду E. c. hypoleuca нижня частина тіла повністю кремова, білі плями на хвості відсутні, однак у самиць три крайні пари стернових пер мають білі кінчики.

## Підвиди
Виділяють два підвиди:
- E. c. chionogaster (Tschudi, 1846) — східні схили Анд на півночі і в центрі Перу (від Амазонаса до Куско);
- E. c. hypoleuca (Gould, 1846) — східні схили Анд від південного сходу Перу (Пуно) до північного заходу Аргентини (Ла-Ріоха).

## Поширення і екологія
Білочереві колібрі мешкають в Перу, Болівії і Аргентині. Вони живуть у напіввікритих місцевостях — на узліссях тропічних лісів, у вторинних і чагарникових заростях, в саванах серрадо, на плантаціях і в садах. Віддають перевагу сухим районам, порослим кактусами, агавами, а також вільховими і евкаліптовими гаями. Зустрічаються переважно в передгір'ях, на висоті від 400 до 2000 м над рівнем моря, місцями на висоті до 2800 м над рівнем моря. 
Білочереві колібрі живляться нектаром квітів з родин бобових, вошизієвих, мальвових, біньйонієвих, бомбаксових, пасифлорових, бананових тощо, а також дрібними комахами, яких ловлять в польоті. Сезон розмноження триває з січня по березень. Гніздо чашоподібне, радіусом 46-50 мм і глибиною 25-28 мм, робиться з рослинних волокон і моху, покривається зовні лишайником, розміщується в чагарниках або на нижніх гілках невисоких дерев, на висоті від 2 до 5 м над землею. В кладці 2 яйця розміром 13×8,5 мм. Інкубаційний період триває 14-15 днів, пташенята покидають гніздо через 19-22 дні після вилуплення.